# Drassodes rugichelis
Drassodes rugichelis är en spindelart som beskrevs av Denis 1962. Drassodes rugichelis ingår i släktet Drassodes och familjen plattbuksspindlar.
Artens utbredningsområde är Madeira. Inga underarter finns listade i Catalogue of Life.